# ベッドフォード・パーク・ブールバード-リーマン・カレッジ駅
ベッドフォード・パーク・ブールバード-リーマン・カレッジ駅 (Bedford Park Blvd–Lehman College)、かつてはベッドフォード・パーク・ブールバード-200丁目駅 (Bedford Park Boulevard–200th Street) はニューヨーク市地下鉄IRTジェローム・アベニュー線の駅である。ブロンクス区ベッドフォード・パークのベッドフォード・パーク・ブールバード（かつては200丁目と呼称）とジェローム・アベニューの交差点に位置し、4系統が終日停車する。

## 駅構造
| P ホーム階 | 相対式ホーム、右側ドアが開く | 相対式ホーム、右側ドアが開く |
| P ホーム階 | 北行緩行線                   | ← ウッドローン駅行き（モショル・パークウェイ駅）                                                                                    |
| P ホーム階 | 混雑方向急行線               | → 定期列車設定なし |
| P ホーム階 | 南行緩行線                   | → ユーティカ・アベニュー駅行き（キングスブリッジ・ロード駅）→ 深夜帯：ニューロッツ・アベニュー駅行き（キングスブリッジ・ロード駅）→ |
| P ホーム階 | 相対式ホーム、右側ドアが開く | |
| M          | 改札階                       | 改札口、駅員詰所、メトロカード自動販売機                                                                                            |
| G          | 地上階                       | 出入口 |

駅はジェローム・アベニュー線最後の延伸である1918年4月15日のキングスブリッジ・ロード駅 - ウッドローン駅間の延伸開業と共に開業した。相対式ホーム2面と緩行線2線・急行線1線を有した2面3線の高架駅で、急行線は定期旅客列車の設定は無い。
駅の西側にはジェローム車両基地とコンコース車両基地がある。ジェローム車両基地へは駅の北側から入出区線が出ており、コンコース車両基地へは駅南側から入出区線が出ている。ただし、どちらの入出区線も北側へ分岐する形で接続しているため南行線から入区する場合と北行線へ出区する場合は折り返しが必要となっている。また、コンコース車両基地はINDコンコース線へも入出区線が接続しているためIRT - IND間の行き来が可能となっている。

### 出口
駅には出入口が1つしかなく、ベッドフォード・パーク・ブールバードとジェローム・アベニューの交差点南西に階段が接続している。

## 駅周辺
- ブロンクス科学高等学校[4]
- ニューヨーク市立大学リーマン校[4]
- INDコンコース線ベッドフォード・パーク・ブールバード駅[4]
- メトロノース鉄道ハーレム線ボタニカル・ガーデン駅[4]
- ニューヨーク植物園[4]

## ギャラリー

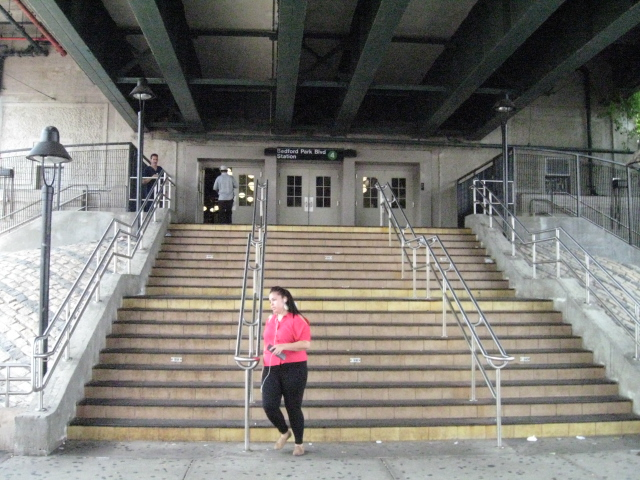
駅入口
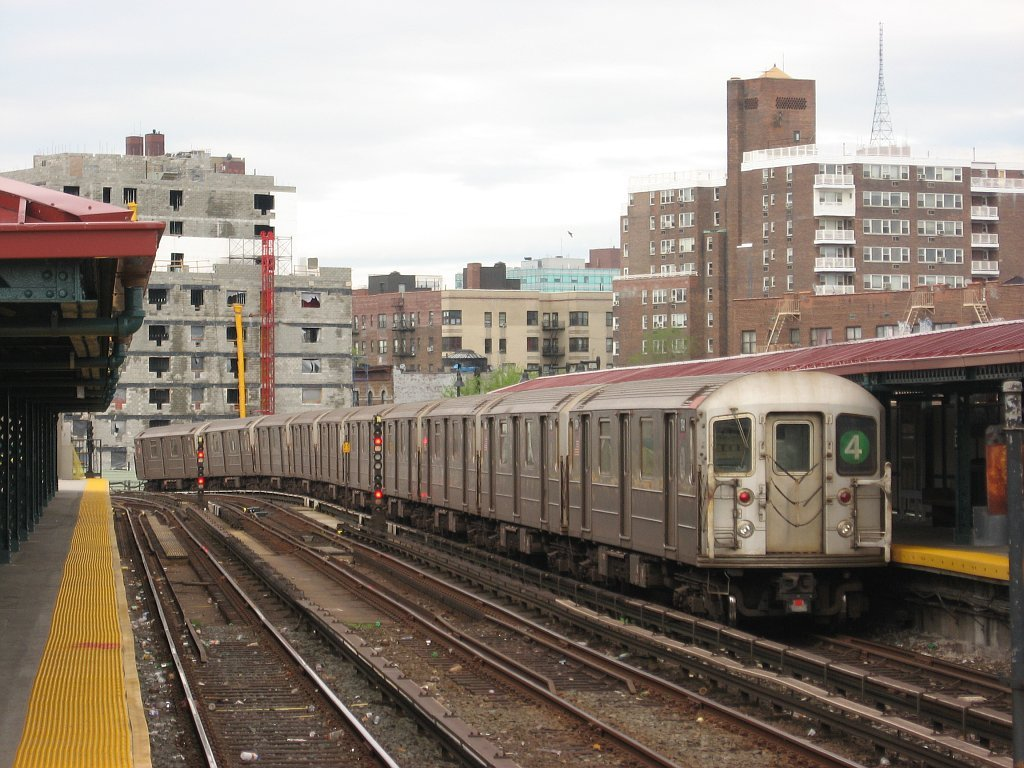
4系統が駅を発車する